# Топорковый
Топорковый (ранее яп. Иваки; Банзио-ива; на русской карте 1745 года — Барай) — небольшой вулканический остров средней группы Большой гряды Курильских островов площадью около 1,0 км². Является островком-«спутником» более крупного острова Матуа. По берегам Топоркового гнездятся топорки, откуда и современное русское название.

## География
Вырос на месте извержения нескольких небольших подводных вулканов. Имеет овальную форму. Остров часто окутывают туманы, поэтому он представляет собой опасность для навигации. От берегов более крупного и высокого острова Матуа топорковый отделяет пролив Двойной шириной 1,3—1,8 км.

## История
В 1875 году по Петербургскому договору вместе с Матуа и остальными Курильскими островами вошёл в состав Японской империи.
В 1924 году около острова Топоркового японцами были описаны два бьющих столба пара, представляющие собой извержения подводных вулканов, вершины которых располагаются примерно на 150 м ниже уровня мирового океана.
В удобной бухте пролива некогда располагался японский рейд, имелись причалы.
С 1945 года остров находится в составе РСФСР, с 1991 года в составе Российской Федерации. Административно входит в Курильский городской округ Сахалинской области. Необитаем. Требует дальнейшего изучения, поскольку предполагается, что он связан с Матуа подземными тоннелями.

### Особая позиция Японии по территориальной принадлежности острова
Используя в территориальном споре с Россией фактор Сан-Францисского мирного договора 1951 года, который не был подписан СССР, японское правительство, тем не менее, опирается на те варианты толкований договоренностей между союзниками — СССР, США, Великобританией и Китаем — которые подкрепляют японскую позицию. В частности, поскольку в Сан-Францисском договоре не оговаривается, в пользу какого государства Япония отказывается от своих прав на Курилы, принадлежность острова, по мнению японского правительства, до сих пор не определена, а за Россией признаётся лишь «фактический контроль».

## Флора и фауна
В 1977 году орнитолог Велижанин установил что о. Топорковый является южной границей ареала морской птицы вида короткохвостый поморник.
Повторное исследование вида в июне 2000 года обнаружило на острове 15 особей этого вида тёмной морфы, в том числе три гнездящиейся пары и 2 пуховых птенца.
На острове имеется залёжка островного тюленя.
На острове имеется всего лишь два ландшафтных выдела, поэтому его флора довольно бедна.

## Примечательные факты
При извержении вулкана Сарычева на Матуа в 1946 году вулканические бомбы долетали через пролив Двойной (1,6 км) на остров Топорковый.